# Ban Chiang
Ban Chiang é um sítio arqueológico em Udon Thani, na Tailândia. É considerada a cidade pré-histórica mais importante descoberta no Sudeste Asiático, tendo sido o centro de uma notável evolução cultural, social e tecnológica. O local apresenta os vestígios  mais antigos do cultivo agrícola na região e da fabricação e uso de metais.
Foi declarada Património Mundial em 1992.